# Dictionary of Scientific Biography
El Dictionary of Scientific Biography és una treball de referència compost per biographies de científics. Publicat entre 1970 i 1980, va ser completat amb el New Dictionary of Scientific Biography.
El DSB ha estat àmpliament elogiat com una tasca monumental. Un crític va escriure: El "Dictionary of Scientific Biography" (DSB) s'ha convertit en l'estàndard contra el que es poden comparar tots els treballs biogràfics multi-volum de la història de la ciència."

## Versió electrònica
Les dues publicacions, abans esmentades, s'han reunit en una versió electrònica : Complete Dictionary of Scientific Biography. Molts dels articles estan disponibles en línia a través del portal de l'enciclopèdia HighBeam Research's (a través d'una sèrie d'adquisicions ambdós Charles Scribner's Sons i HighBeam Research que ara són propietat de Cengage Learning).

## Edicions
- Gillispie, Charles C., editor in chief. Dictionary of Scientific Biography. New York: Charles Scribner's Sons, 1970–1980. 16 vols. ISBN 0-684-10114-9. Supplement II, edited by Frederic Lawrence Holmes, 2 vols., 1990. ISBN 0-684-16962-2 (set).
- Concise Dictionary of Scientific Biography. American Council of Learned Societies. New York Scribner, 1981. ISBN 0-684-16650-X.
- Koertge, Noretta, editor in chief. New Dictionary of Scientific Biography. New York: Charles Scribner's Sons, 2007. 8 vols. ISBN 0-684-31320-0.
- Complete Dictionary of Scientific Biography. New York: Charles Scribner's Sons, 2007 [e-book]. ISBN 0-684-31559-9.